# Política de Sudán del Sur
La Política de Sudán del Sur se refiere a la actividad política de la entidad que forma la parte sur de Sudán, que ha sido una región autónoma de la República de Sudán desde un acuerdo de paz que fue firmado entre el Gobierno de Sudán y el rebelde Ejército Popular de Liberación de Sudán.
Tras varias décadas de una guerra civil que fue una de las más largas, duraderas y mortíferas del siglo veinte (la primera guerra civil sudanesa y la segunda guerra civil sudanesa) entre el gobierno principalmente musulmán y árabe con sede en el norte, y el negro cristiano y animista del sur que demandaba mayor autonomía regional, un acuerdo de paz conocido como el Acuerdo de Naivasha se firmó el 9 de enero de 2005, dando autonomía a toda la región.
El 9 de enero de 2005, el Gobierno del Sudán del Sur se estableció después de la firma del Acuerdo General de Paz. John Garang, el exlíder rebelde del Ejército de Liberación del pueblo de Sudán asumió como Presidente del Gobierno de Sudán del Sur junto con el vicepresidente de Sudán Salva Kiir Mayardit. Una constitución fue aprobada en diciembre de 2005.
En julio de 2005 Garang murió en un accidente de helicóptero en Uganda, y fue sucedido por dos de sus colaboradores Salva Kiir Mayardit como nuevo presidente, y Riek Machar, como nuevo Vicepresidente de Sudán del Sur.
Sudán del Sur posee su propio gobierno, gabinete de ministros, parlamento unicameral y una Corte suprema. hubo un referéndum sobre la independencia total de la región para enero de 2011, lográndose la independencia de Sudán del sur 